# Charlie McCreevy
Charles McCreevy, detto Charlie (Sallins, 30 settembre 1949), è un politico irlandese.
È stato commissario europeo e più volte ministro.

## Biografia

### Infanzia e Formazione
Di estrazione sociale modesta, McCreevy restò orfano di padre all'età di quattro anni.
Laureatosi in commercio all'University College di Dublino, McCreevy lavorò inizialmente come esperto contabile.

### Carriera politica
Nel 1977 venne eletto per la prima volta al Dáil Éireann in rappresentanza della contea di Kildare, da cui proviene. Tra il 1979 e il 1985 fece parte anche del consiglio di tale contea. McCreevy è un esponente del partito Fianna Fáil.
A partire dal 1992 ha ricoperto degli incarichi di governo negli esecutivi guidati dal partito Fianna Fáil: è stato ministro degli affari sociali (1992-1993) e ministro del turismo e del commercio (1993-1994). Dopo essere stato ministro-ombra delle finanze nel periodo trascorso all'opposizione tra 1995 e 1997, dal giugno 1997 fino al 2004 McCreevy servì come ministro delle finanze. McCreevy promosse una politica di deregolamentazione e di dumping fiscale, portando l'imposta sui profitti delle imprese dal 50 al 12%, ed attirando così in Irlanda numerose società multinazionali.

#### Commissario europeo
Dall'inizio della sua carriera politica a livello nazionale, McCreevy ha ininterrottamente ricoperto incarichi di rappresentanza parlamentare o di governo fino al 2004. In quell'anno venne indicato dal governo irlandese come membro della Commissione europea, e gli venne successivamente assegnato l'importante portafoglio del mercato interno e dei servizi, nell'ambito della Commissione Barroso I.
McCreevy promosse una direttiva per aumentare la concorrenza nel settore dei servizi, nonostante le opposizioni di alcuni settori e le resistenze di alcuni stati membri. McCreevy sostenne anche i tentativi di introdurre brevetti per software nell'Unione Europea e la proposta delle grandi etichette discografiche per estendere il copyright da cinquanta a novantacinque anni.
Durante la campagna precedente il primo referendum irlandese per la ratifica del Trattato di Lisbona nel 2008 McCreevy dichiarò pubblicamente di non avere letto il trattato. Alcuni, tra cui in particolare il presidente del gruppo del PSE del Parlamento europeo Martin Schulz, accusarono McCreevy di avere favorito la vittoria del “no” al referendum e ne chiesero le dimissioni.
L'incarico di McCreevy nella Commissione è terminato con l'entrata in carica della Commissione Barroso II, il 9 febbraio 2010.

### Attività successive
Poco dopo la fine del mandato come commissario europeo McCreevy entrò a far parte del consiglio di amministrazione di Ryanair e del consiglio di amministrazione della banca di investimenti britannica NBNK. McCreevy venne costretto a dimettersi da quest'ultimo incarico nell'ottobre 2010, dopo che un comitato etico della Commissione europea aveva rilevato un conflitto di interesse. Una direttiva del 2003 pone infatti dei limiti alle attività degli ex commissari per evitare conflitti di interesse. Quello delle dimissioni di McCreevy costituì il primo caso di applicazione concreta della direttiva.
Attualmente McCreevy ha incarichi direttivi presso Ryanair, Sports Direct International, Bank of New York Mellon Clearing International e presso la compagnia di scommesse WorldSpreads

## Vita privata
McCreevy ha sette figli, di cui quattro dalla prima moglie e tre dalla seconda.